# 囚獄司
囚獄司（しゅうごくし、和：ひとやのつかさ）は日本古代の律令制において刑部省に属する機関の一つである。

## 職掌
囚獄司は左右両京に置かれ、獄所（拘置所）を管理した。左右衛門府（検非違使庁）に隣接した。拘禁者の監督、刑の執行なども担当した。
囚獄司には物部丁（もののべちょう）が属し、伴部の物部は物部丁を統率して獄舎の守衛を職責とした。なお囚獄司以外の京官では、物部丁ではなく、雑役を行う直丁が属した。
平安時代には検非違使に大部分の職務を奪われ有名無実化した。また後にはその名を嫌って長官職になることが敬遠されたと『職原抄』にある。

### 獄舎
左獄は近衛大路の南、西洞院大路の西にあり東獄ともいい、右獄は中御門大路の北、西堀河小路の西にあり西獄ともいった。

#### 晒し首
獄舎の門（獄門と呼ばれた）の前には樗の木があり、そこに罪人の首を掛け晒すことがあった。
平将門、源為義、源義朝、藤原信頼は東獄に、安倍貞任、源義親は西獄に梟首された。また、出羽守源信明の館を襲撃して源義綱の郎党に鎮圧された平師妙と子の平師季は西獄に梟首された。義親の梟首についても『中右記』に記されている。
また、竹内理三 『日本の歴史6 武士の登場』には、平治物語絵詞 第2軸 信西巻 最終部分の画像が載せられており、これによれば信西の首は樗の木ではなく、直接、門に掛けてさらしたことになっている。これが獄門という言葉の由来である。
右獄（西獄）はのちに荒廃したものらしく、『拾芥抄』の京程図には載せられていない。

## 職員
- 正（正六位上相当）一名
- 佑（従七位下相当）一名
- 大令史（大初位上相当）一名　少令史（大初位下相当）一名
- 使部
- 物部　四十名
- 物部丁　四百名